# Le Crocodile (conte)

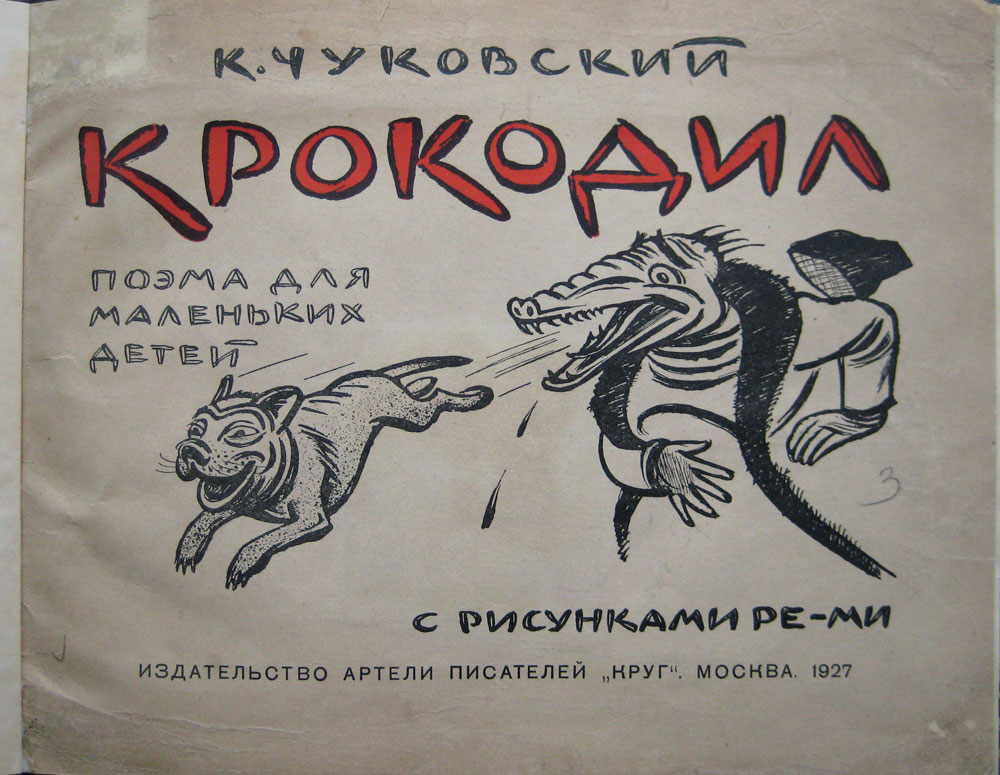
Кorneï Tchoukovski, couverture du livre Le Crocodile, 1927

Le Crocodile (en russe : Крокодил) est un conte en vers pour enfant du poète russe Korneï Tchoukovski, le premier que l'auteur a écrit pour les enfants.

## Histoire de la création
Le conte est écrit en 1916-1917. Il est publié pour la première fois sous le titre Vania et le crocodile dans un supplément à la revue Niva Pour les enfants. En 1919, sous le titre Les aventures de Crocodile Crocodilovitch, il est publié à grand tirage par l'éditeur Soviet de Petrograd avec des illustrations de Pe-Mi, et est distribué gratuitement. Le conte reflète les évènements de la révolution russe de 1905. Les chercheurs s'accordent à dire que l'image du crocodile a eu une influence sur la chanson populaire de cette époque, Dans la rue marchait un grand crocodile (ru), mais que la nouvelle de Fiodor Dostoïevski de 1865 Le Crocodile a joué un rôle également,,.
Plus tard, le livre a été publié avec le sous-titre Vieux conte de fée, parce que les réalités de la vie à Petrograd à l'époque de la Première Guerre mondiale n'étaient pas à la portée des enfants dans les années 1920.
À partir de ce conte, en 1927, un dessin animé de 16 minutes, le premier dessin animé pour enfants, est réalisé au studio Mejrabpom-Rous : c'est Senka, l'africaine (en russe : Сенька-африканец) dont les réalisateurs sont Ivan Ivanov-Vano, Daniil Iakovlevitch Tcherkes (ru) et Iouri Aleksandrovitch Merkoulov (ru). Un second dessin animé a été réalisé par Soyuzmultfilm Studio en 1984 intitulé Vania et le crocodile (ru). Dans le film et la nouvelle de Grigori Belykh et Léonide Panteleev, La république des enfants de rue (en), les enfants appellent le crocodile Krokodil Krokodilovitch pour le rendre un peu plus humain et éviter trop de pathos.
Korneï Tchoukovski a étudié ce que pensait la presse de son conte Le Crocodile : les critiques ont vu dans ce conte une allusion à l'affaire Kornilov. À cette époque paraît dans la revue Zvezda (en) un article qui fait du bruit intitulé : Qu'est-ce que la Tchoukovchtchina ? Selon l'auteur de l'article, il s'agit d'un phénomène anti-social qui traumatise les enfants et les influence. Et c'est ce que certains reprochent à Tchoukovksi de leur faire entendre un galimatias lié à l'actualité.

## Citations
« J'ai écrit douze livres et personne n'y a prêté attention. Mais j'écris un jour une plaisanterie, Le Crocodile, et je suis devenu un écrivain célèbre. J'ai peur que toute la Russie connaisse Le Crocodile par cœur. Je crains que, quand je mourrai, on écrive sur ma tombe L'auteur du Crocodile. Mais avec quelles difficultés j'ai écrit mes autres livres, comme Nekrassov comme peintre, La femme du poète, Walt Whitman, Les Futuristes etc. Quels tracas pour le style, pour la composition et bien d'autres choses dont les critiques ne se soucient généralement pas!… Mais qui se souvient et connaît leurs articles ? Le Crocodile ça c'est autre chose ! Miserere. »

— Korneï Tchoukovski, «Вопросы литературы», 1972

« Le conte de Tchoukovski a complètement fait disparaître le conte de fée figé et sans consistance avec ses sucettes-glaçons, sa fausse neige en coton, ses fleurettes. La poésie enfantine s'est ouverte. La voie a été trouvée d'un développement à venir. »

— Iouri Tynianov, «Корней Чуковский», 1939

« Le vaillant Vania Vasiltchikov, c'est le seigneur de la pensée, c'est le héros actuel des enfants de nos villes d'aujourd'hui. L'auteur de ces lignes a dû lire à haute voix Le Crocodile à un public de petits, et à chaque fois sa lecture a provoqué un tel enthousiasme des auditeurs qu'il était dommage de se séparer d'un livre aussi sympathique. »

— N. Betski, Сибирский педагогический журнал. 1923, Новосибирск
…Mais voilà qu'est né le crocodile,

mutin, bruyant, énergique, —

Pas un fruit dorloté en serre.

Et ce crocodile féroce

a dévoré tous les anges

Dans la bibliothèque de notre enfant,

où cela sentait souvent le kacha de sarrasin
— Samouil Marchak, «Послание 75-летнему К. И. Чуковскому от 70-летнего С. Маршака», 1957, 

## Liens
- Texte des contes en russe :  и  Текст сказки
- S. Liapine :vers de ballades russes С. Е. Ляпин «„Крокодил“ Чуковского и русский балладный стих»
- V Kisseliev : Le Crocodile de Tchoukovksi une blague historique Виталий Киселев «Исторические анекдоты: „Крокодил“ Чуковского»
- A. Vesselova : Dans la rue marchait un grand crocodile А. Веселова «По улице ходила большая крокодилa»
- M Petrovski : Les livres de notre enfance. Le Crocodile à Pétersbourg М. Петровский «Книги нашего детства» Глава «Крокодил в Петербурге»